# VB (гранатомёт)
51-мм гранатомёт Viven-Bessières — французский винтовочный гранатомёт образца 1915 года для винтовки Lebel M1886.

## История
В ходе Первой мировой войны после стабилизации линии Западного фронта и перехода к «окопной войне» возникла необходимость увеличить эффективность пехотного оружия.
В 1915 году для винтовки «лебель» был разработан винтовочный гранатомёт VB, который с 1916 года начал поступать в войска, штатное количество гранатомётов составляло 16 шт. на каждую пехотную роту французской армии.
После того, как 23 мая 1915 года Италия вступила в войну на стороне Антанты, на итальянских предприятиях было выпущено некоторое количество копий французского гранатомёта VB для итальянской армии, но в это же время они разработали собственную модель винтовочного гранатомёта. Тем не менее, копии гранатомётов VB продолжали использовать, а после окончания войны - сохраняли на армейских складах до 1928 года, когда они были сняты с вооружения и заменены гранатомётом нового образца.

## Описание
Гранатомёт представляет собой мортирку, которая крепится на ствол винтовки и предназначена для отстрела винтовочной гранаты с помощью холостого или боевого патрона 8 × 50 мм R Лебель.
Основным типом боеприпаса являлась осколочная граната с дальностью стрельбы до 190 метров, также производились осветительная граната и «граната связи» (в пустотелый корпус которой закладывали письменное сообщение) с дальностью стрельбы до 350 метров.

## Страны-эксплуатанты
- Германская империя — некоторое количество трофейных гранатомётов использовалось подразделениями немецкой армии на Западном фронте во время первой мировой войны
- Италия[2]
- Королевство Сербия[1] — поставленные из Франции вместе с винтовками «лебель» гранатомёты использовались в ходе первой мировой войны на Салоникском фронте
- Польша - вместе с другим французским оружием гранатомёты VB поступили на вооружение сформированной в 1917 году во Франции "армии Галлера"; в дальнейшем гранатомёты остались на вооружении польской армии под наименованием Garłacz V.B., а боеприпасы к ним - под наименованием Granat karabinowy V.B. wz. 15[3]
- Франция[1]